# 大分市立賀来小中学校
大分市立賀来小中学校（おおいたしりつ かくしょうちゅうがっこう）は、大分県大分市賀来にある公立小中一貫校。大分市で初めての小中一貫校として、従来の大分市立賀来小学校と大分市立賀来中学校を統合して、2007年度に開校した。

## 概要
2006年11月に「大分市小中一貫教育特区」として構造改革特区の認定を受け、大分市小中一貫教育研究推進校（モデル校）として2007年4月に開校した。
義務教育の9年間を、前期（1～4年の4年間）、中期（5～7年の3年間）、後期（8～9年の2年間）の3期に分け、小中一貫教育に取り組んでいる。また、1年次から英語教育を行っていることも特色である。
児童・生徒数は合計714名で、うち、従来の小学校にあたる1～6年生が498名、中学校にあたる7～9年生が216名（2007年4月9日現在）。前期（1～4年）は東校舎（旧小学校）、中期・後期（5～9年）は西校舎（旧中学校）で学んでいる。

## 沿革

### 賀来小学校
- 1875年（明治8年） - 創立
- 1906年（明治39年） - 高等小学校を併置し、賀来尋常高等小学校に改称
- 1941年（昭和16年） - 大分郡賀来村国民学校に改称
- 1947年（昭和22年） - 大分郡賀来村立賀来小学校に改称
- 1955年（昭和30年） - 大分村への合併に伴い、大分郡大分村立賀来小学校に改称
- 1957年（昭和32年） - 大分町の町制施行に伴い、大分郡大分町立賀来小学校に改称
- 1963年（昭和38年） - 大分市への合併に伴い、大分市立賀来小学校に改称

### 賀来中学校
- 1947年（昭和22年） - 大分郡賀来村立賀来中学校として開校
- 1955年（昭和30年） - 大分村への合併に伴い、大分郡大分村立賀来中学校に改称
- 1957年（昭和32年） - 大分町の町制施行に伴い、大分郡大分町立賀来中学校に改称
- 1963年（昭和38年） - 大分市への合併に伴い、大分市立賀来中学校に改称

### 賀来小中学校
- 2007年（平成19年）4月 - 開校
- 2022年 (令和3年) 3月2日 - 開校15周年

これを記念してクリアファイルとエコバッグが生徒に配布される

## 通学区域
賀来の一部、賀来北一丁目～三丁目（一丁目の一部を除く）、賀来南一丁目・二丁目、高崎の一部、宮苑、東院、東野台一丁目～三丁目、野田、中尾、国分、平横瀬

## アクセス
- 鉄道：JR九州久大本線賀来駅下車、徒歩約15分（約1km）
- バス：大分バス桑原上（くわばるかみ）停留所下車、徒歩約10分（約800m）

## 出身者
- 川瀬堅斗 (小学校・中学校)：プロ野球選手
- 川瀬晃 (小学校・中学校)：プロ野球選手
- 姫野宥弥 (小学校・中学校)：プロサッカー選手